# Niphoparmena flavostictica
Niphoparmena flavostictica är en skalbaggsart som först beskrevs av André Villiers 1940.  Niphoparmena flavostictica ingår i släktet Niphoparmena och familjen långhorningar.
Artens utbredningsområde är Kenya. Inga underarter finns listade i Catalogue of Life.